# Обсерваторія Гете Лінка
Обсерваторія Гете Лінка (код 760) — це астрономічна обсерваторія, що знаходиться неподалік містечка Бруклін у штаті Індіана, США. Вона належить Індіанському університету, а її діяльність підтримує Індіанське астрономічне товариство. Це товариство об'єднує людей, які цікавляться астрономією, зокрема аматорів, які спостерігають зоряне небо, досліджують космос і допомагають популяризувати науку.
Обсерваторія отримала свою назву на честь доктора Гете Лінка — хірурга з Індіанаполіса, який також захоплювався астрономією. Він збудував обсерваторію за власні кошти, щоб мати можливість спостерігати зоряне небо. Будівництво розпочалося у 1937 році, а вже у 1939 році в ній відбулися перші астрономічні спостереження. Згодом, у 1948 році, доктор Лінк вирішив передати обсерваторію Індіанському університету, щоб вона могла служити науці та освіті, надаючи можливість студентам і дослідникам вивчати космос.
З 1949 по 1966 рік в обсерваторії Гете Лінка працював Індіанський астероїдний проєкт, метою якого було відкриття та вивчення малих планет. Для цього астрономи використовували 10-дюймовий астрограф триплет (f/6.5) — спеціальний телескоп, призначений для фотографування зоряного неба. Завдяки цьому проєкту вдалося відкрити 119 астероїдів, і всі вони були офіційно зареєстровані Індіанським університетом у Центрі малих планет — міжнародній організації, що займається каталогізацією малих небесних тіл.
У 1960-х роках зростання світлового забруднення почало погіршувати умови спостережень в обсерваторії Гете Лінка. Через це Індіанський університет збудував нову астрономічну станцію в державному лісі Морган-Монро, яка отримала офіційну назву Morgan–Monroe Station (MMS) of the Goethe Link Observatories. Університет використовував цю станцію приблизно до 2014 року. Нині ж Індіанський університет проводить більшість своїх астрономічних досліджень за допомогою телескопів WIYN 3.5 м і 0.9 м, розташованих в Національній обсерваторії Кітт-Пік поблизу міста Тусон, штат Аризона. Два астероїди головного поясу, 1602 Індіана та 1728 Ґете Лінк, пов'язані з обсерваторією Гете Лінка та Індіанським університетом. Астероїд 1602 Індіана був відкритий в обсерваторії в 1950 році, а 1728 Ґете Лінк — в 1964 році.